# Glow (Raven)
Glow è il nono album in studio del gruppo heavy metal inglese Raven, pubblicato nel 1994.

## Tracce
1. Watch You Drown – 4:36
2. Spite – 2:26
3. True Believer – 4:42
4. So Close – 4:14
5. Alter – 4:33
6. The Dark Side – 3:52
7. The Rocker (Thin Lizzy cover) – 3:07
8. Turn on You – 3:43
9. Far and Wide – 5:21
10. Victim – 3:51
11. Gimme a Reason – 4:02
12. Slip Away – 4:04

## Formazione
- John Gallagher - basso, voce
- Mark Gallagher - chitarra
- Joe Hasselvander - batteria